# FC Union Mühlhausen
Der FC Union Mühlhausen ist ein deutscher Fußballclub aus Mühlhausen/Thüringen im Unstrut-Hainich-Kreis. Heimstätte ist das Stadion an der Aue, welches 8.000 Zuschauern Platz bietet.

## Geschichte
Der FC Union Mühlhausen entstand 1972 aus einer Fusion der Betriebssportgemeinschaften (BSG) Post Mühlhausen und Motor Mühlhausen zur BSG Union Mühlhausen. Beide BSG sowie die ASG Vorwärts Mühlhausen spielten zu verschiedenen Zeiten in der Bezirksliga Erfurt. 
Der angestrebte Aufstieg in den höherklassigen Fußball gelang den Thüringern in der Saison 1988/89, in welcher sich Mühlhausen vor Funkwerk Kölleda für die DDR-Liga qualifizieren konnte. Als Tabellenletzter musste Mühlhausen nach einer Saison aber wieder absteigen und wurde in der Spielzeit 1990/91 in die neu gegründete Landesliga Thüringen eingegliedert. Im gleichen Jahr erfolgte eine Umbenennung in SV Union Mühlhausen. Sportlich musste der Verein die Landesliga Thüringen erneut nach nur einer Saison verlassen.
1994 erfolgte eine weitere Namensänderung in SV 1899 Mühlhausen. Dies war eine Rückbenennung zur 1913, aus einer Fusion zwischen Germania Mühlhausen und Teutonia Mühlhausen, entstandenen SpVgg 1899 Mühlhausen. Der FC Germania Mühlhausen war Gründungsmitglied des DFB und neben dem SC Erfurt 1895 einer der ältesten Fußballvereine Thüringens. Durch weitere Umbenennungen bis 1945 ist die direkte Traditionslinie jedoch unklar.
1997 gliederte sich die Fußballabteilung aus dem Gesamtverein unter dem Namen FC Union Mühlhausen aus. Auf sportlicher Ebene pendelte Union Mühlhausen zwischen Landesliga und -klasse. Nach dem Abstieg in der Saison 2007/08 spielt die Mannschaft in der Saison 2008/09 in der Weststaffel der Landesklasse. Nach dem dortigen Aufstieg in der Saison 2009/10 spielte der FC Union Mühlhausen bis zur Abstiegssaison 2015/16 in der Thüringenliga. Nach insgesamt sieben Jahren in der  Landesklasse Thüringen Staffel 2 gelang dem FC Union Mühlhausen in der Saison 2022/23 der Aufstieg in die Thüringenliga, wo sie seitdem spielen. 

### Logohistorie

BSG Union Mühlhausen (1972–1990)

## Statistik
- Teilnahme DDR-Liga: 1989/90
- Ewige Tabelle der DDR-Liga: Rang 163
- Gegen Wismut Aue absolvierte die BSG Union Mühlhausen im Jahr 1989 nach einer 10:11 n. E. Niederlage das torreichste Spiel in der Geschichte des FDGB-Pokals